# تبقع الأوراق
تبقع الأوراق (بالإنجليزية: Septoria)‏ هو مرض فطري يصيب الكثير من المحاصيل الحقلية و الخضراوات. يدعى الفطر الذي يصيب الحنطة و بعض المحاصيل الأخرى ضمن الفصيلة النجيلية مثل الشعير Septoria tritici.

## الأعراض
تأخذ الأعراض على الأوراق شكل بقع صفراء باهتة تتحول إلى اللون البني عند موت الخلايا. و تكون الأعراض على السنابل على هيئة لون رمادي يتحول إلى الأسود مع تقدم الإصابة.